# 741718 Simard
741718 Simard è un asteroide della fascia principale. Scoperto nel 2006, presenta un'orbita caratterizzata da un semiasse maggiore pari a 2,691988 UA e da un'eccentricità di 0,036873, inclinata di 22,300732° rispetto all'eclittica.